# Raúl Rosende
Raúl Rosende ist ein uruguayischer Funktionär der Vereinten Nationen, der seit 2022 stellvertretender UN-Sonderbeauftragter der UN-Überwachungskommission für Kolumbien UNMC (UN Verification Mission in Colombia) ist.

## Leben
Raúl Rosende absolvierte ein Studium im Fach Friedensstudien an der Coventry University, das er mit einem Master of Arts (M.A. Peace Studies) beendete. Er arbeitete bei der Organisation Amerikanischer Staaten (OAS) und unterstützte die Umsetzung von Friedensprozessen in Mittelamerika. Im Anschluss trat er in den Dienst der Vereinten Nationen und hatte in den folgenden Jahren Posten in den besetzten palästinensischen Gebieten, Kolumbien, Afghanistan und Guatemala inne. Für das Amt der Vereinten Nationen für die Koordinierung humanitärer Angelegenheiten OCHA (United Nations Office for the Coordination of Humanitarian Affairs) war er von 2005 bis 2008 Leiter des Büros für Kolumbien sowie zwischen 2011 und 2013 Leiter des Büros für den Jemen, ehe er von 2013 bis 2015 Leiter des OCHA-Büros für Syrien war. Daraufhin fungierte er zwischen 2015 und 2016 als stellvertretender regionaler humanitärer Koordinator der Vereinten Nationen für Syrien.
Rosende, der fließend Englisch und Spanisch spricht, wechselte 2016 als Direktor der Verifizierung und Stabschef zur UN-Überwachungskommission für Kolumbien UNMC (UN Verification Mission in Colombia). Am 15. März 2022 ernannte der Generalsekretär der Vereinten Nationen, António Guterres, Raúl Rosende, der über 32 Jahren Erfahrung in Konfliktmediation, Friedenskonsolidierung, Wahlen und humanitären Angelegenheiten verfügt, zum stellvertretenden Sonderbeauftragten in der Verifikationsmission der Vereinten Nationen in Kolumbien. Er trat dort die Nachfolge von Karla Samayoa Recari aus Guatemala an.